# Volo Turkish Airlines 835
Il volo Turkish Airlines 835 era un volo passeggeri regionale programmato tra l'aeroporto di Adana Şakirpaşa all'aeroporto internazionale di Esenboğa, Ankara, Turchia. Il 23 settembre 1961 alle 20:02 EET (18:02 locali), l'aereo che operava il volo, un nuovissimo Fokker F27 Friendship 100, colpì la collina di Karanlıktepe nella provincia di Ankara durante l'avvicinamento finale a circa 18 chilometri (11 miglia) dalla linea centrale della pista.
A bordo erano presenti 25 passeggeri e 4 membri dell'equipaggio, di cui 24 passeggeri e tutti e quattro i membri dell'equipaggio morirono nell'incidente.
La probabile causa dell'incidente è che il Fokker non stava volando secondo il normale schema di volo e si trovava ben al di sotto della sua altitudine designata.